# El menor de los males
El menor de los males és una pel·lícula espanyola dirigida per Antonio Hernández l'any 2007 i protagonitzada per Carmen Maura, Roberto Álvarez i Verónica Echegui.

## Argument
Eduardo és un home de mitjana edat, casat i amb fills, que viu a Madrid dedicat en cos i ànima a la seva labor com a polític. Decidit a trobar-se amb la seva germana Julia, acudeix a veure-la a la vella casa que la família encara conserva a Galícia. Allí Eduardo es retroba amb el seu passat, però hi ha una mica més. El que anava a ser un feliç acostament entre els dos germans, es torça inesperadament quan surt a la llum l'existència d'una jove que s'ha convertit en l'amant secreta del polític.